# KNVB beker 2022-2023
La KNVB Beker 2022-2023 è la 105ª edizione della KNVB beker di calcio, iniziata il 13 agosto 2022 e terminata il 30 aprile 2023. Il PSV è la squadra campione in carica.

## Formula del torneo
| Turno                     | Sorteggio         | Date                     |
| ------------------------- | ----------------- | ------------------------ |
| Primo turno preliminare   | 19 luglio 2022    | 13 agosto 2022           |
| Secondo turno preliminare | 16 agosto 2021    | 20-21 settembre 2022     |
| Primo Turno               | 23 settembre 2022 | 18-20 ottobre 2022       |
| Secondo Turno             | 22 ottobre 2022   | 10-12 gennaio 2023       |
| Ottavi di finale          | 14 gennaio 2023   | 7-9 febbraio 2023        |
| Quarti di Finale          | 11 febbraio 2023  | 28 febbraio-2 marzo 2023 |
| Semifinali                | 4 marzo 2023      | 4-6 aprile 2023          |
| Finale                    | 4 marzo 2023      | 30 aprile 2023           |

## Fase preliminare

### Primo turno preliminare
| Squadra 1      | Risultato   | Squadra 2     |
| -------------- | ----------- | ------------- |
| 13 agosto 2022 |             |               |
| Staphorst      | 3 – 0       | TOG           |
| USV Hercules   | 5 – 1       | Ter Leede     |
| JOS            | 1 – 3       | HSV Hoek      |
| OJC Rosmalen   | 1 – 2       | Sportlust '46 |
| Groene Ster    | 2 – 0       | Barendrecht   |
| ADO '20        | 4 – 3 (dts) | VVOG          |

### Secondo turno preliminare
| Squadra 1           | Risultato       | Squadra 2      |
| ------------------- | --------------- | -------------- |
| 20 settembre 2022   |                 |                |
| ASWH                | 1 – 2           | Kozakken Boys  |
| De Treffers         | 3 – 1           | Noordwijk      |
| IJsselmeervogels    | 0 – 0 (5-6 dtr) | HSV Hoek       |
| Lisse               | 0 – 3           | DVS '33        |
| Quick Boys          | 1 – 2           | Sportlust '46  |
| Rijnvogels          | 1 – 0           | ACV            |
| SVV Scheveningen    | 1 – 1 (4-5 dtr) | Harkemase Boys |
| DOVO                | 0 – 1           | Spakenburg     |
| 21 settembre 2022   |                 |                |
| ADO '20             | 3 – 0           | VVSB           |
| AFC                 | 4 – 4 (4-5 dtr) | Staphorst      |
| Blauw Geel '38      | 4 – 0           | Baronie        |
| Excelsior Maassluis | 1 – 2           | USV Hercules   |
| Gemert              | 1 – 2 (dts)     | Urk            |
| Groene Ster         | 1 – 3           | HC & CV Quick  |
| Unitas              | 0 – 0 (4-5 dtr) | DEM            |
| GVV Unitas          | 1 – 0           | Sparta Nijkerk |
| HSC '21             | 2 – 2 (4-5 dtr) | RKAVV          |
| OFC Oostzaan        | 6 – 2 (dts)     | UDI '19        |
| OSS '20             | 1 – 2           | Excelsior '31  |
| SteDoCo             | 1 – 2           | Dongen         |
| TEC VV              | 1 – 0           | UNA            |

## Fase finale

### Primo turno
Al primo turno partecipano 54 squadre: 25 vincitrici del secondo turno preliminare, 16 squadre della Eerste Divisie e 13 della Eredivisie, eccetto le cinque squadre qualificate alle competizioni europee per club.
| Squadra 1        | Risultato       | Squadra 2        |
| ---------------- | --------------- | ---------------- |
| 18 ottobre 2022  |                 |                  |
| Eindhoven        | 1 – 0           | Willem II        |
| Almere City      | 2 – 0           | TOP Oss          |
| Excelsior '31    | 2 – 3           | ADO Den Haag     |
| GVVV             | 1 – 3           | Den Bosch        |
| Harkemase Boys   | 1 – 5           | Volendam         |
| Koninklijke HFC  | 0 – 1           | Telstar          |
| HSV Hoek         | 2 – 4 (dts)     | Heerenveen       |
| Rijnsburgse Boys | 1 – 3           | De Graafschap    |
| Urk              | 2 – 0           | Staphorst        |
| Roda JC          | 2 – 2 (6-7 dtr) | Heracles Almelo  |
| 19 ottobre 2022  |                 |                  |
| Dordrecht        | 0 – 3           | Groningen        |
| ADO '20          | 1 – 2 (dts)     | Emmen            |
| De Treffers      | 2 – 0           | RKC Waalwijk     |
| Excelsior        | 5 – 1           | MVV              |
| Go Ahead Eagles  | 3 – 1           | Helmond Sport    |
| Kozakken Boys    | 2 – 2 (5-4 dtr) | Vitesse          |
| Rijnvogels       | 0 – 3           | Cambuur          |
| Spakenburg       | 2 – 1           | TEC VV           |
| USV Hercules     | 0 – 1           | NAC Breda        |
| N.E.C.           | 3 – 2           | Fortuna Sittard  |
| 20 ottobre 2022  |                 |                  |
| Sportlust '46    | 0 – 3           | Utrecht          |
| DEM              | 1 – 4           | Blauw Geel '38   |
| Dongen           | 1 – 2           | VVV-Venlo        |
| Katwijk          | 2 – 1           | DVS '33          |
| OFC Oostzaan     | 1 – 3           | Sparta Rotterdam |
| RKAVV            | 2 – 4           | HC & CV Quick    |
| HHC              | 0 – 1           | PEC Zwolle       |

### Secondo turno
Il secondo turno sarà composto da 32 squadre; le 27 vincitrici del primo turno e le cinque squadre di Eredivisie che sono passate automaticamente al secondo turno grazie alla loro partecipazione alle competizioni europee per club. Il sorteggio è avvenuto il 22 ottobre 2022.
| Squadra 1        | Risultato   | Squadra 2       |
| ---------------- | ----------- | --------------- |
| 10 gennaio 2023  |             |                 |
| Twente           | 3 – 1       | Telstar         |
| HC & CV Quick    | 1 – 4       | De Graafschap   |
| Kozakken Boys    | 1 – 3       | ADO Den Haag    |
| NAC Breda        | 2 – 1 (dts) | Eindhoven       |
| Sparta Rotterdam | 1 – 2       | PSV             |
| 11 gennaio 2023  |             |                 |
| Excelsior        | 1 – 4       | AZ Alkmaar      |
| Almere City      | 0 – 4       | N.E.C.          |
| Heerenveen       | 2 – 0       | Volendam        |
| De Treffers      | 1 – 0       | Cambuur         |
| VVV-Venlo        | 2 – 3       | Emmen           |
| Den Bosch        | 0 – 2       | Ajax            |
| 12 gennaio 2023  |             |                 |
| Heracles Almelo  | 0 – 1       | Go Ahead Eagles |
| Urk              | 0 – 3       | Katwijk         |
| Blauw Geel '38   | 1 – 3       | Utrecht         |
| Groningen        | 2 – 3       | Spakenburg      |
| Feyenoord        | 3 – 1       | PEC Zwolle      |

### Ottavi di finale
| Squadra 1       | Risultato       | Squadra 2       |
| --------------- | --------------- | --------------- |
| 7 febbraio 2023 |                 |                 |
| AZ Alkmaar      | 1 – 2 (dts)     | Utrecht         |
| De Graafschap   | 3 – 0           | De Treffers     |
| NAC Breda       | 1 – 2           | Heerenveen      |
| 8 febbraio 2023 |                 |                 |
| PSV             | 3 – 1           | Emmen           |
| Spakenburg      | 1 – 1 (4-1 dtr) | Katwijk         |
| Feyenoord       | 4 – 4 (5-3 dtr) | N.E.C.          |
| 9 febbraio 2023 |                 |                 |
| Twente          | 0 – 1           | Ajax            |
| ADO Den Haag    | 1 – 0           | Go Ahead Eagles |

### Quarti di finale
| Squadra 1        | Risultato | Squadra 2    |
| ---------------- | --------- | ------------ |
| 28 febbraio 2023 |           |              |
| Utrecht          | 1 – 4     | Spakenburg   |
| 1º marzo 2023    |           |              |
| Heerenveen       | 0 – 1     | Feyenoord    |
| 2 marzo 2023     |           |              |
| PSV              | 3 – 1     | ADO Den Haag |
| De Graafschap    | 0 – 3     | Ajax         |

### Semifinali
| Squadra 1     | Risultato | Squadra 2 |
| ------------- | --------- | --------- |
| 4 aprile 2023 |           |           |
| Spakenburg    | 1 – 2     | PSV       |
| 5 aprile 2023 |           |           |
| Feyenoord     | 1 – 2     | Ajax      |

### Finale
| Arbitro: | Dennis Higler |

|                                       |                      |                                            |
| Branthwaite 42’ (aut.)                | Marcatori            | 67’ T. Hazard                              |
| Tadić Brobbey Timber Godts E. Álvarez | Tiri di rigore 2 – 3 | T. Hazard Ramalho Sangaré El Ghazi F.Silva |